# اسکولا
اسکولا (به ایتالیایی: Escolca) یک کومونه در ایتالیا است که در استان کالیاری واقع شده‌است.

## خصوصیات
اسکولا ۱۴٫۷ کیلومترمربع مساحت و ۶۵۲ نفر جمعیت دارد.